# ببغاء ريجنت
ببغاء ريجنت (باللاتينية: Polytelis anthopeplus) (بالإنجليزية: Regent parrot) ، هو نوع ينتمي إلى بستاكوليداي (فصيلة: Psittaculidae) .